# Yūki Kawabe
Yūki Kawabe (japanisch 川邊 裕紀 Kawabe Yūki; * 2. April 1987 in Setagaya) ist ein ehemaliger japanischer Fußballspieler.

## Karriere
Kawabe erlernte das Fußballspielen in der Schulmannschaft der Aomori Yamada High School und der Universitätsmannschaft der Kokushikan-Universität. Seinen ersten Vertrag unterschrieb er 2010 beim FC Machida Zelvia. Der Verein spielte in der dritthöchsten Liga des Landes, der Japan Football League. Für den Verein absolvierte er 16 Ligaspiele. 2012 wechselte er zum Ligakonkurrenten AC Nagano Parceiro. Am Ende der Saison 2013 stieg der Verein in die J3 League auf. Für den Verein absolvierte er 54 Ligaspiele. 2015 wechselte er zum Ligakonkurrenten FC Ryūkyū. Für den Verein absolvierte er 29 Ligaspiele. 2016 wechselte er zu Saurcos Fukui. Ende 2018 beendete er seine Karriere als Fußballspieler.